# Hauteville-la-Guichard
Hauteville-la-Guichard ist eine französische Gemeinde mit 452 Einwohnern (Stand 1. Januar 2022) im Département Manche in der Region Normandie. Die Einwohner werden Hautevillais(es) genannt.

## Geografie
Der Lozon und die Venloue fließen auf dem Gemeindegebiet. Hauteville-la-Guichard liegt 13 Kilometer nordöstlich von Coutances und 16 Kilometer westlich von Saint-Lô in der Bocage.

## Geschichte
Hauteville-la-Guichard ist die Heimat der normannischen Könige von Sizilien. Die Söhne Tancrèdes de Hauteville, der Seigneur von Hauteville-la-Guichard war, zogen im 11. Jahrhundert nach Süditalien, um dort ein Königreich zu gründen.

### Bevölkerungsentwicklung
- 1962: 397
- 1968: 463
- 1975: 374
- 1982: 374
- 1990: 358
- 1999: 372
- 2013: 456

## Sehenswürdigkeiten
Das Museum Tancrède de Hauteville stellt das Leben der Familie Hauteville in Italien und die normannische Kunst in Sizilien dar.

## Persönlichkeiten
Robert Guiscard (* um 1015; † um 17. Juli 1085 bei Atheras) war der erstgeborene Sohn aus der zweiten Ehe von Tancrède de Hauteville und wurde Herzog von Apulien und Kalabrien.